# 沈黙 (村上春樹)
「沈黙」（ちんもく）は、村上春樹の短編小説。

## 概要
| 初出     | 『村上春樹全作品 1979〜1989』第5巻（講談社、1991年1月） |
| 収録書籍 | 『レキシントンの幽霊』（文藝春秋、1996年11月）          |

- 初出の『村上春樹全作品 1979〜1989』第5巻では書き下ろし新作作品として収録された。そのため書名の1979年〜1989年の期間より後の1991年に書かれている[1]。
- 1993年発行の高校2、3年生向けの「集団読書テキスト・第II期 B112」（全国学校図書館協議会）に採用された[2]。
- 1996年出版の『レキシントンの幽霊』収録の際に加筆された[3]。
- 2006年出版の『はじめての文学 村上春樹』収録の際に大幅に加筆修正された[1]。

### 英訳
| タイトル | The Silence                                          |
| 翻訳     | アルフレッド・バーンバウム                           |
| 初出     | 『The Elephant Vanishes』（クノップフ社、1993年3月） |

## あらすじ
「僕」は、職場の先輩と思われる31歳の大沢と空港のレストランにいた。二人は天候不順で遅延している飛行機の運航再開を待ちつつ世間話に興じていたのだ。会話の中で僕は大沢がボクシング経験者と知り、大沢の普段のイメージとのギャップから「これまでに喧嘩をして誰かを殴ったことはありますか」と訊ねてみた。
大沢はしばらく沈黙した後、おもむろに語り始めた。中学二年生の時、一度だけ殴ってしまった同級生・青木との間で起きた中高時代の出来事やその後の人生について。そして本当に怖いのはどのような人間かについて。